# Flujo de caja
En finanzas y contabilidad, se entiende por flujo de caja (en inglés: cash flow), flujo de finanzas, o recursos generados, el conjunto de entradas y salidas de efectivo en un periodo dado.
El flujo de caja es la acumulación neta de activos líquidos en un periodo determinado y, por lo tanto, constituye un indicador importante de la liquidez de una empresa.
El estudio de los flujos de caja dentro de una empresa puede ser utilizado para determinar:
- Problemas de liquidez. El ser rentable no significa necesariamente poseer liquidez. Una compañía puede tener problemas de efectivo, aun siendo rentable. Por lo tanto, permite anticipar los saldos en dinero.
- Para analizar la viabilidad de proyectos de inversión, los flujos de fondos son la base de cálculo del valor actual neto y de la tasa interna de retorno.[2][3][4]
- Para medir la rentabilidad o crecimiento de un negocio cuando se entienda que las normas contables no representan adecuadamente la realidad económica.

1. Flujos de caja operacionales: efectivo recibido o expendido como resultado de las actividades económicas de base de la compañía.
2. Flujos de caja de inversión: efectivo recibido o expendido considerando los gastos en inversión de capital que beneficiarán el negocio a futuro. (Ej: la compra de maquinaria nueva, inversiones o adquisiciones.)
3. Flujos de caja de financiamiento: efectivo recibido o expendido como resultado de actividades financieras, tales como recepción o pago de préstamos, emisiones o recompra de acciones y/o pago de dividendos.

## Elaborar un flujo de caja
Usualmente el flujo de caja se calcula con una matriz con columnas y filas. En las columnas se disponen los períodos, por lo general, meses; y en las filas los ingresos y las salidas de dinero.
- Entradas: es todo el dinero que ingresa la empresa por su actividad productiva o de servicios, o producto de la venta de activos (desinversión), subvenciones, etc.
- Salidas: es todo dinero que sale de la empresa y que es necesario para llevar a cabo su actividad productiva. Incluye los costos variables y fijos.

Para su elaboración es útil usar una plantilla de cálculo. La fórmula que se puede usar para sacar el flujo de caja proyectado es:
```
+
Ingresos afectos a Impuestos

- Gastos no desembolsados
= Utilidad Antes de Impuestos (BAI)
- Impuestos
= Utilidad después de Impuestos (BDI)
+ Ajustes por gastos no desembolsados (Amortizaciones y provisiones)
- Egresos no afectos a Impuestos
+ Beneficios no afectos a Impuestos
= Flujo de Caja.
```

## Cálculo del flujo de caja personal
Teóricamente, calcular el flujo de caja de una persona no debería ser difícil, siempre que se disponga de las cifras exactas de ingresos y de gastos. En la práctica, resulta un proceso más complejo porque se generan más beneficios y gastos de los que quedan impresos en facturas y cuentas corrientes; por ejemplo, el interés que nos da nuestro dinero, nuestras inversiones, los gastos de dichas inversiones, etc. Por eso llevar una cartera de ingresos y gastos diaria y actualizada dará al final de mes las cifras que se buscan. Calcular el flujo de caja y obtener el gráfico de movimientos durante periodos de tiempo largos nos dará una visión global de dónde se genera nuestro dinero y a qué se destina a largo plazo, cuándo son las épocas en que se generan más gastos y cuándo más beneficios. La fórmula básica del cálculo sería:
Flujo de caja = Beneficios netos + Amortizaciones + Provisiones

## Mejora del flujo de caja
Cuando hablamos de mejorar el flujo de caja nos referimos a mejorar el resultado final del cálculo. En nuestro caso lo haremos a escala doméstica pues a escala empresarial son muchos los factores que entran en juego. La forma principal de hacerlo es reduciendo los costos, aunque en el caso empresarial también ha de tenerse en cuenta la mejora del rendimiento de las inversiones por ejemplo, un aspecto muy importante entre los muchos que hay.
1. Lo primero y más importante de todo sería no perder de vista ningún movimiento tanto al alza como a la baja de nuestra caja, para poder así llevar un cálculo exacto.
2. Intentar reducir o refinanciar el interés con el banco en el caso de que se estuviera con un crédito o una hipoteca y observar los bancos de la competencia lo que cobran por los servicios que nosotros utilizamos más a menudo. Por ejemplo las fusiones bancarias habitualmente traen consigo revisiones de costos que no van a nuestro favor o no son tan favorables como con la anterior entidad.
3. Reducir nuestro gasto con la tarjeta de crédito, reduciendo así los astronómicos valores de las comisiones que pagamos por usarla.
4. Hacer tus transferencias tú mismo desde el cajero o automatizarlas en el caso de que hagas transferencias habitualmente.
5. Reducir esos costos que tienes y podrías evitarte llevando el desayuno de casa en vez de ir a la cafetería, intentar aprovechar los descuentos o épocas de rebajas para hacer tus compras o gastos, usar la tarifa telefónica que se adapte mejor a tu horario.... en definitiva pequeñas cosas que suman al final del ejercicio.

## NOPCAF
El NOPCAF, acrónimo del inglés, Net Operating Cash Flow, y traducido al español como «Flujo de Efectivo Neto de Trabajo», representa el total de los flujos de efectivo de una empresa en un periodo dado, que por lo general es anual.
Este indicador es utilizado principalmente en la valuación de empresas, y es una de las variables para determinar el valor económico añadido, así como el valor actual neto.
La fórmula utilizada para determinar el NOPCAF es:
NOPCAF=GO+CNT
dónde: NOPCAF=Flujo de Efectivo Neto de Trabajo; GO=Generación Operativa (Utilidad Neta Después de Impuestos + Depreciación); CNT=Capital Neto de Trabajo

## Flujo de financiación
El flujo de financiación es el conjunto de contratos de crédito bajo la forma de apertura de crédito, descuento comercial, anticipo, pago aplazado, cesión de créditos o cualesquiera otros que cumplan con una función equivalente de financiación otorgados a una empresa por una misma entidad de crédito.